# Comuna Mîhailivka, Oleksandrivka
Mîhailivka (în ucraineană Михайлівка) este o comună în raionul Oleksandrivka, regiunea Kirovohrad, Ucraina, formată din satele Hrîhorivka și Mîhailivka (reședința).

## Demografie
Componența lingvistică a comunei Mîhailivka
     Ucraineană (93,23%)
     Romani (2,95%)
     Rusă (2,82%)
     Alte limbi (0,41%)
Conform recensământului din 2001, majoritatea populației comunei Mîhailivka era vorbitoare de ucraineană (93,23%), existând în minoritate și vorbitori de romani (2,95%) și rusă (2,82%).